# Placówka Straży Granicznej I linii „Skoszewo”
Placówka Straży Granicznej I linii „Skoszewo” – jednostka organizacyjna Straży Granicznej pełniąca służbę ochronną na granicy polsko-niemieckiej w okresie międzywojennym.

## Formowanie i zmiany organizacyjne
Rozporządzeniem Prezydenta Rzeczypospolitej Polskiej Ignacego Mościckiego z 22 marca 1928 roku, do ochrony północnej, zachodniej i południowej granicy państwa, a w szczególności do ich ochrony celnej, powoływano z dniem 2 kwietnia 1928 roku  Straż Graniczną.
Na bazie podkomisariatu z komisariatu Straży Granicznej „Brzeźno” zorganizowano w składzie Inspektoratu Granicznego nr 6 „Kościerzyna” komisariat Straży Granicznej „Borzyszkowy”. Rozkazem nr 12 z 10 stycznia 1930 roku w sprawie reorganizacji Pomorskiego Inspektoratu Okręgowego komendant Straży Granicznej płk Jan Jur-Gorzechowski ustalił organizację komisariatu. Placówka Straży Granicznej I linii „Skoszewo” znalazła się w jego składzie.